# Övergångsform
Övergångsform är en typkaraktär som introducerades i mitten av 1700-talet som en övergångsform mellan garald-familjen och didon-familjen. Det var närmast John Baskerville som med sitt typsnitt med samma namn gjorde stilen känd.
Ett nyare begrepp för övergångsform är transantikva och ett äldre är real. Transantikvan kännetecknas genom att:
1. skillnaden mellan hårstreck och grundstreck är något större än hos garalderna, men inte så markant som hos didonerna.
2. seriferna slutar spetsigt till skillnad mot garaldernas rundade form.
3. ansvällningen är mer "upprätad" än garalden, men inte helt vertikal som hos didonerna.

Exempel: Baskerville, Chochin och Times.